# Швед, Пётр Иванович
Пётр Иванович Швед (бел. Пётр Іванавіч Швед; род. 19 сентября 1934, д. Шантырово, в Миорском районе, Витебская область — 5 марта 2003) — ректор Новополоцкого политехнического института (ПГУ) с 1976 года по 1986 год. Лауреат Государственной премии СССР (1973). Кандидат технических наук, доцент.

## Биография
Родился в крестьянской семье.
1950—1952 гг. — учащийся Ремесленного училища № 13 Министерства трудовых резервов и школы рабочей молодежи № 11 (г. Ленинград).
1952—1953 гг. — рабочий судостроительного завода имени А. Марти (г. Ленинград), студент вечернего факультета Ленинградского кораблестроительного института.
1953—1958 гг. — курсант Ленинградского высшего военно-морского училища инженеров оружия (химический факультет; специальность «инженер-химик»).
1958—1960 гг. — служба в ВМФ СССР (г. Лиепая, Латвийская ССР).
1960—1962 гг. — старший инженер, начальник лаборатории СКБ Микроэлектроники (г. Ленинград).
1962—1974 гг. — начальник лаборатории, начальник отдела, заместитель директора по научной работе (1971—1974) НИИ электронных материалов Министерства электронной промышленности СССР (г. Орджоникидзе).
1968 г. — присуждена научная степень кандидата технических наук (тема диссертации «Влияние некоторых факторов на защиту кремниевых бескорпусных полупроводниковых приборов для микросхем»).
1971 г. — присвоено ученое звание доцента.
1974—1976 гг. — проректор по научной работе Новополоцкого политехнического института.
1976—1986 гг. — ректор Новополоцкого политехнического института.
1986—1994 гг. — заведующий кафедрой химии Новополоцкого политехнического института (с 1993 — Полоцкого государственного университета).
С 1994 года — на пенсии.

## Награды
- Медаль «За трудовое отличие» (1966).
- Государственная премия СССР (1973) — за разработку технологии, конструкции, материалов, высокопроизводительного сборочного оборудования, организацию массового производства высокочастотных транзисторов в пластмассовом корпусе для радиоэлектронной аппаратуры широкого применения.